# Llei de Lambert
En física, la llei de Lambert tracta sobre la il·luminància d'una superfície situada a una certa distància d'una font de llum. Determina que la il·luminació produïda per una font lluminosa sobre una superfície és directament proporcional a la intensitat lluminosa de la font i al cosinus de l'angle que forma la normal a la superfície amb la direcció del raig de llum i és inversament proporcional al quadrat de la distància a aquesta font.
El principi de funcionament dels fotòmetres es basa en aquesta llei: Si es coneixen les distàncies de dues fonts a un panell uniformement il·luminat, coneixent la intensitat de la primera font, és possible determinar la intensitat de la segona.

## Descripció
La llei porta el nom del científic i matemàtic suís Joan Heinrich Lambert (1728-1777) que va descobrir la següent relació el 1760.
Si anomenem {\displaystyle r} a la distància entre un punt d'origen {\displaystyle S} i una porció de la superfície {\displaystyle \Delta A'} orientada, la projecció de {\displaystyle \Delta A'} sobre la superfície del centre esfèric {\displaystyle S} i radi {\displaystyle r} és:
.{\displaystyle \Delta A=\Delta A'\cdot \cos \alpha }
On {\displaystyle \alpha } és l'angle entre la normal a {\displaystyle \Delta A'} i {\displaystyle \Delta A}
L'angle sòlid {\displaystyle \Delta A'}en què és vist per {\displaystyle S} és per tant:
{\displaystyle \Delta \Omega ={\Delta A \over r^{2}}={\Delta A'\cdot \cos \alpha  \over r^{2}}}
El flux de radiació emès per l'angle sòlid{\displaystyle \Delta \omega } és:
{\displaystyle \Delta \Phi =I\Delta \Omega ={I\cdot {\Delta A'\cdot \cos \alpha  \over r^{2}}}}
on {\displaystyle I} és la Intensitat lluminosa.
En conclusió, la irradiació {\displaystyle E=\Delta \Phi /\Delta A'} sobre la superfície esfèrica {\displaystyle A} és:
{\displaystyle E={I\cos \alpha  \over r^{2}}}
Aquesta és la llei de Lambert. En el cas que la radiació incideixi perpendicularment a la superfície, es tindrà {\displaystyle \alpha =0}, llavors la fórmula es converteix en:
{\displaystyle E={I \over r^{2}}}

### Llei del quadrat de les distàncies
De la relació anterior es deriva la llei del quadrat de les distàncies, que s'utilitza quan es compara la il·luminació produïda en una superfície per dues fonts diferents. Aquesta llei estableix que les intensitats de la llum de les dues fonts són la una respecte a l'altra com la relació dels quadrats de les seves distàncies a aquesta superfície:
{\displaystyle {\frac {I_{1}}{I_{2}}}={\frac {r_{1}^{2}}{r_{2}^{2}}}}
Basant-se en aquesta llei: Si es coneixen les distàncies de dues fonts a un panell uniformement il·luminat, coneixent la intensitat de la primera font, és possible determinar la intensitat de la segona.

## Consideracions
La llei de Lambert explica que un mateix flux d'energia emès per una font de llum es distribueix sobre una superfície cada vegada major en augmentar la distància entre la superfície i la font. Això significa que si per a una unitat de distància {\displaystyle r} l'àrea que intercepta la radiació és {\displaystyle 1m^{2}}, a una distància {\displaystyle 2r} la radiació es distribueix sobre una àrea quatre vegades major i en conseqüència rebrà {\displaystyle 1/4} de la irradiació anterior.